# LVIII Puchar Gordona Bennetta (balonowy)
58 Puchar Gordona Bennetta – zawody balonów wolnych o Puchar Gordona Bennetta zorganizowane w Vichy we Francji. Start nastąpił 29 sierpnia 2014 roku.

## Uczestnicy
Wyniki zawodów.
| Zajęte miejsce | Balon                                          | Załoga Pilot Pomocnik pilota         | Kraj              | Czas lotu [h] | Odległość [km]  | Miejsce lądowania          |
| -------------- | ---------------------------------------------- | ------------------------------------ | ----------------- | ------------- | --------------- | -------------------------- |
| 1.             | D-OTLI Russian Records Factory                 | Wilhelm Eimers Matthias Zenge        | Niemcy            | 61:35         | 1410,64         | Fanusa, Sycylia (ITA)      |
| 2.             | F-PPGB Saint Michel                            | Vincent Leys Christophe Houver       | Francja           | 60:32         | 1406,13         | Cassibile, Sycylia (ITA)   |
| 3.             | D-OGYN White pill in the sky                   | Heinz Otto Lausch Marion Lausch      | Niemcy            | 59:39         | 1383,77         | Sortino, Sycylia (ITA)     |
| 4.             | F-PPSE Crédit Agricole                         | Eric Decellieres Herve Moine         | Francja           | 58:58         | 1335,25         | Catonia, Sycylia (ITA)     |
| 5.             | SP-BMZ Misia                                   | Mateusz Rękas Krzysztof Zapart       | Polska            | 50:19         | 1136,69         | Lavello (ITA)              |
| 6.             | N257P Calvin                                   | Philip Bryant Andy Cayton            | Stany Zjednoczone | 51:07         | 935,11          | Pescara (ITA)              |
| 7.             | HB-QKF MM-Technics                             | Kurt Frieden Roman Hugi              | Szwajcaria        | 44:20         | 917,25          | Latina (ITA)               |
| 8.             | D-ORZL Nicaero Nautilo - Jules Verne Inspirito | Gerald Stürzlinger Thomas Herndl     | Austria           | 44:34         | 811,56          | Santa Marinella (ITA)      |
| 9.             | EC-MAK Kamaroti                                | Anulfo Gonzales Angel Aguirre        | Hiszpania         | 39:57         | 809,76          | Oristano, Sardynia (ITA)   |
| 10.            | D-OMFE Ferdinand Eimermacher                   | Mark Sullivan Cheryl White           | Stany Zjednoczone | 40:37         | 779,17          | Cuglieri, Sardynia (ITA)   |
| 11.            | D-OENH Pearl                                   | Himke Hilbert Dominik Haggeney       | Niemcy            | 36:38         | 663,84          | Ghisonaccia, Korsyka (FRA) |
| 12.            | HB-QPJ Zürich                                  | Walter Gschwendtner Ernst Tschuppert | Szwajcaria        | 18:59         | 274,32          | Gap Tallard (FRA)          |
| 13.            | F-PALL Marie Marvingt                          | Benoit Pelard Benoît Péterlé         | Francja           | 19:49         | 201,52          | Les Vans (FRA)             |
| 14.            | D-OBCW Warsteiner                              | Christopher Wood John Rose           | Wielka Brytania   | 19:46         | 197,69          | Chauzon (FRA)              |
| 15.            | I-OECM                                         | Enzo Cisaro Giovanni Aimo            | Włochy            | 8:02          | 95,03           | Regine Durette (FRA)       |
| 16.            | D-OABD                                         | Sergey Grishin Leonid Tyukhtyaev     | Rosja             | 8:29          | 41,89           | Viscomtat (FRA)            |
| -              | HB-QHP AJOIE                                   | Nicolas Tièche Laurent Sciboz        | Szwajcaria        | 31:52         | dyskwalifikacja | Cres (CRO)                 |